# Eran Zahavi
Eran Zahavi (en hebreo: ערן זהבי‎; Rishon LeZion, Distrito Central, Israel, 25 de julio de 1987) es un futbolista israelí que juega en la demarcación de delantero para el Maccabi Tel Aviv F. C. de la Liga Premier de Israel. Es internacional absoluto con la selección de Israel desde 2013.

## Biografía
Debutó como futbolista profesional en 2006 a los 19 años de edad con el Hapoel Tel Aviv. Tras un año en el club, Zahavi se fue cedido al Ironi Nir Ramat HaSharon. Tras jugar 45 partidos en los que marcó nueve goles. Zahavi volvió al Hapoel Tel Aviv F. C. donde llegó a ganar la Copa de Israel y la Ligat ha'Al en 2010 tras un partido dramático contra el Beitar Jerusalén ya que Zahavi le dio el título a su club en el minuto 92 tras anotar un gol. En la temporada siguiente se convirtió en el jugador con mayor asistencias de gol de la Ligat ha'Al con un total de trece.
Ya en la temporada 2011/2012 fichó por el U. S. Città di Palermo. Hizo su debut el 28 de julio de 2011 contra el F. C. Thun en la Liga Europea de la UEFA. Su debut en liga se hizo esperar un mes, más concretamente el 18 de septiembre contra el Atalanta. Su primer gol en la Serie A fue tres días después contra el Cagliari Calcio a los 15 segundos del comienzo del partido. En el mercado invernal de 2013 fue traspasado al Maccabi Tel Aviv F. C., club en el que permanece hasta la fecha.

## Selección nacional
Hizo su debut con la selección de Israel el 2 de septiembre de 2010 contra Malta en el Estadio Ramat Gan, en un partido de clasificación para la Eurocopa 2012. Marcó su primer gol con la selección el 10 de septiembre de 2013 contra Rusia.
El 21 de marzo de 2019 marcó el gol del empate contra Eslovenia en la clasificación para la Eurocopa 2020; además, en el siguiente partido anotaría un hat-trick en la victoria 4-2 contra Austria. El 7 de junio de 2019 volvería a anotar otro triplete, esta vez en la victoria 3-0 contra Letonia, correspondiente también a la clasificación para la Eurocopa 2020 siendo este su segundo partido consecutivo anotando tres goles con Israel y el 5.º anotando al menos un gol.

## Estadísticas

### Clubes
| Club                            | Div.          | Temporada     | Liga  | Liga  | Copas nacionales | Copas nacionales | Copas internacionales | Copas internacionales | Total | Total | Prom. |
| Club                            | Div.          | Temporada     | Part. | Goles | Part.            | Goles            | Part.                 | Goles                 | Part. | Goles | Prom. |
| ------------------------------- | ------------- | ------------- | ----- | ----- | ---------------- | ---------------- | --------------------- | --------------------- | ----- | ----- | ----- |
| Hapoel Tel Aviv F. C. Israel    | 1.ª           | 2006-07       | 0     | 0     | 2                | 0                | ―                     | ―                     | 2     | 0     | 0,00  |
| Hapoel Tel Aviv F. C. Israel    | 1.ª           | 2008-09       | 28    | 7     | 8                | 4                | 6                     | 1                     | 42    | 12    | 0,29  |
| Hapoel Tel Aviv F. C. Israel    | 1.ª           | 2009-10       | 33    | 11    | 11               | 2                | 11                    | 0                     | 55    | 13    | 0,24  |
| Hapoel Tel Aviv F. C. Israel    | 1.ª           | 2010-11       | 33    | 9     | 5                | 3                | 12                    | 5                     | 50    | 17    | 0,34  |
| Hapoel Tel Aviv F. C. Israel    | Total club    | Total club    | 94    | 27    | 26               | 9                | 29                    | 6                     | 149   | 42    | 0,28  |
| Ironi Nir Ramat HaSharon Israel | 2.ª           | 2006-07       | 17    | 2     | 1                | 0                | ―                     | ―                     | 18    | 2     | 0,11  |
| Ironi Nir Ramat HaSharon Israel | 2.ª           | 2007-08       | 28    | 7     | 4                | 3                | ―                     | ―                     | 32    | 10    | 0,31  |
| Ironi Nir Ramat HaSharon Israel | Total club    | Total club    | 40    | 12    | 5                | 3                | 0                     | 0                     | 45    | 15    | 0,33  |
| Palermo · Italia                | 1.ª           | 2011-12       | 20    | 2     | ―                | ―                | 2                     | 0                     | 22    | 2     | 0,09  |
| Palermo · Italia                | 1.ª           | 2012-13       | 3     | 0     | 1                | 0                | ―                     | ―                     | 4     | 0     | 0,00  |
| Palermo · Italia                | Total club    | Total club    | 23    | 2     | 1                | 0                | 2                     | 0                     | 26    | 2     | 0,08  |
| Maccabi Tel Aviv F. C. Israel   | 1.ª           | 2012-13       | 16    | 7     | 2                | 1                | ―                     | ―                     | 18    | 8     | 0,44  |
| Maccabi Tel Aviv F. C. Israel   | 1.ª           | 2013-14       | 34    | 29    | 1                | 1                | 11                    | 5                     | 46    | 35    | 0,76  |
| Maccabi Tel Aviv F. C. Israel   | 1.ª           | 2014-15       | 33    | 27    | 9                | 6                | 6                     | 2                     | 48    | 35    | 0,73  |
| Maccabi Tel Aviv F. C. Israel   | 1.ª           | 2015-16       | 37    | 35    | 9                | 6                | 11                    | 8                     | 57    | 49    | 0,88  |
| Maccabi Tel Aviv F. C. Israel   | Total club    | Total club    | 120   | 98    | 21               | 14               | 28                    | 15                    | 169   | 127   | 0,75  |
| Guangzhou R&F China             | 1.ª           | 2016          | 15    | 11    | 4                | 6                | ―                     | ―                     | 19    | 17    | 0,89  |
| Guangzhou R&F China             | 1.ª           | 2017          | 30    | 27    | 4                | 4                | ―                     | ―                     | 34    | 31    | 0,91  |
| Guangzhou R&F China             | 1.ª           | 2018          | 26    | 20    | 3                | 2                | ―                     | ―                     | 29    | 22    | 0,76  |
| Guangzhou R&F China             | 1.ª           | 2019          | 28    | 29    | 0                | 0                | ―                     | ―                     | 28    | 29    | 1,03  |
| Guangzhou R&F China             | 1.ª           | 2020          | 7     | 4     | 0                | 0                | ―                     | ―                     | 7     | 4     | 0,57  |
| Guangzhou R&F China             | Total club    | Total club    | 106   | 91    | 11               | 12               | 0                     | 0                     | 117   | 103   | 0,88  |
| PSV Eindhoven · Países Bajos    | 1.ª           | 2020-21       | 25    | 11    | 2                | 0                | 6                     | 6                     | 33    | 17    | 0,52  |
| PSV Eindhoven · Países Bajos    | 1.ª           | 2021-22       | 20    | 8     | 4                | 1                | 14                    | 7                     | 38    | 16    | 0,42  |
| PSV Eindhoven · Países Bajos    | Total club    | Total club    | 45    | 19    | 6                | 1                | 20                    | 13                    | 71    | 33    | 0,46  |
| Total carrera                   | Total carrera | Total carrera | 428   | 249   | 70               | 39               | 79                    | 34                    | 582   | 319   | 0,55  |

## Palmarés

### Títulos nacionales
| Título                        | Club                   | País         | Año     |
| ----------------------------- | ---------------------- | ------------ | ------- |
| Ligat ha'Al                   | Hapoel Tel Aviv F. C.  | Israel       | 2009-10 |
| Copa de Israel                | Hapoel Tel Aviv F. C.  | Israel       | 2009-10 |
| Copa de Israel                | Hapoel Tel Aviv F. C.  | Israel       | 2010-11 |
| Ligat ha'Al                   | Maccabi Tel Aviv F. C. | Israel       | 2012-13 |
| Ligat ha'Al                   | Maccabi Tel Aviv F. C. | Israel       | 2013-14 |
| Ligat ha'Al                   | Maccabi Tel Aviv F. C. | Israel       | 2014-15 |
| Copa de Israel                | Maccabi Tel Aviv F. C. | Israel       | 2014-15 |
| Copa Toto Al                  | Maccabi Tel Aviv F. C. | Israel       | 2014-15 |
| Supercopa de los Países Bajos | PSV Eindhoven          | Países Bajos | 2021    |
| Copa de los Países Bajos      | PSV Eindhoven          | Países Bajos | 2021-22 |
| Copa Toto Al                  | Maccabi Tel Aviv F. C. | Israel       | 2023-24 |
| Ligat ha'Al                   | Maccabi Tel Aviv F. C. | Israel       | 2023-24 |
| Supercopa de Israel           | Maccabi Tel Aviv F. C. | Israel       | 2024    |
| Copa Toto Al                  | Maccabi Tel Aviv F. C. | Israel       | 2024-25 |
| Ligat ha'Al                   | Maccabi Tel Aviv F. C. | Israel       | 2024-25 |